# Свадьба в Сузах
Свадьба в Сузах — массовое бракосочетание эллинской знати и солдат македонской армии с девушками персидских благородных семейств, организованное Александром Македонским в 324 году до нашей эры в персидском городе Сузы. Свадьба длилась 5 дней подряд.
Александр Македонский предложил своим полководцам взять в жёны девушек из знатных персидских семей, обеспечивая девушек приданым, считал, что такое предложение будет вознаграждением для избранных.
Этой женитьбой Александр Македонский хотел помирить и соединить в брачном союзе два народа своей державы, македонян и персов, для того, чтобы они могли в согласии осуществлять господство в империи. Массовая свадьба в Сузах должна была быть лишь началом более грандиозного предприятия по слиянию народов. Однако царь смог только начать это слияние, и его планы остались неосуществлёнными из-за его ранней смерти.
Общим числом бракосочетаний знатных греков было сакральное число 90. Сам Александр женился тогда на Статире (дочери персидского царя Дария III) и Парисатиде (дочери царя Артаксеркса III). Хотя он уже был женат на дочери бактрийского правителя Роксане, к тому времени она ещё не родила ему детей. Считая себя персидским царём, по восточному обычаю, Александр считал, что может одновременно иметь несколько жён.
После смерти Александра большая часть македонян развелись со своими персидскими жёнами. Не развелись только с Дрипетидой Гефестион, умерший раньше Александра, Эвмен с Артонидой и Селевк с Апамой.

## Церемония
Описание торжеств, дошедшее до нас, принадлежит служащему двора Александра. Свадьба длилась 5 суток подряд. Для празднований возвели грандиозных размеров шатёр, установленный на колоннах. Внутри палатки установили скамейки: с одной стороны — для невест, с другой — для почётных гостей. Снаружи шатра приготовили щедрые угощения для воинов.
Церемония свадьбы проходила по восточной традиции. Первым женился сам Александр, после этого в зал вводили по невесте, и к ней подходил её муж, брал за руку и целовал. Потом он должен был принести жертву богам. Развлекали гостей многочисленные певцы, музыканты, игравшие на различных инструментах, однако, по свидетельству Хареса Митиленского, наиболее громкий успех имели индийские фокусники.
От себя лично Александр, кроме обеспечения приданым, подарил по золотому кубку каждому из присутствующих на пиру, а их было около 9000.

## Свадебные пары
- Александр Македонский и Статира (дочь Дария III);
- Эвмен и Артонида (дочь Артабаза);
- Птолемей и Артакама (дочь Артабаза);
- Кратер и Амастрида (дочь Оксафра, племянница Дария III);
- Пердикка и дочь сатрапа Мидии[порт.] Атропата
- Селевк и Апама (дочь Спитамена)